# Титов Василь Полікарпович
Василь Полікарпович Титов (близько 1650 — близько 1715) — російський півчий та композитор, автор партесної музики.
Точних біографічних даних про дати народження та смерті Титова немає. Мабуть, майбутній композитор народився у 1650-х роках та вступив до Хору государевих співочих дяків у 1670-х роках: перша згадка його імені у відповідних документах відноситься до 1678 році. Ймовірно, вже в середині 1680-х років Тітов був достатньо відомий як композитор, оскільки «Псалтырь рифмотворная», збірник триголосних обробок Псалмів Симеона Полоцького, з'явився 1686 року. Приблизно в той же час Титов стає півчим в хорі Івана V — на цій посаді він залишався до розпуску хору у 1698 році. Достовірних відомостей про подальше життя Титова немає. Він був ще живий 1709 року, оскільки збереглася його «Музика на Полтавську перемогу» і між 1710 та 1715 роками ймовірно помер.
Титов був одним з найважливіших послідовників Миколи Дилецького, українського композитора та теоретика. Він є автором численних багатоголосних концертів та музики для служб (до 24 партій у творі) канти, тощо. Однак незабаром після смерті Титова музичні смаки російської публіки змінилися, і композитор, як і традиція, яку він представляв, були практично забуті. З музики Титова регулярно виконувалися лише многоліття, зокрема «Многая літа» та «Велике многоліття», а після Жовтневого перевороту не виконувалися й ці твори.
В останній чверті XX століття з поверненням інтересу до духовної музики інтерес до його творчості відроджується.